# 존슨 토리비옹
존슨 토리비옹(Johnson Toribiong, 1946년 7월 22일 ~ )은 팔라우의 변호사이자 전 대통령이다. 그는 2008년 팔라우 대통령 선거의 승리 후 대통령으로 당선되었다. 2009년부터 2013년까지 팔라우의 제8대 대통령으로 역임하였다.

## 배경과 초기 경력
토리비옹은 팔라우의 주 중 하나인, 아이라이 주에서 태어났다. 그는 워싱턴 대학교 법학교로부터 1972년에 법무박사 학위 (Juris Doctor)와 1973년에 법학석사 학위를 받았다.
그는 전에 중화민국의 팔라우 대사를 하였다.

## 팔라우의 대통령
토리비옹은 2008년 팔라우 대통령 선거 동안 대통령 후보자였다. 그의 러닝메이트는 팔라우 국회의 대의원이었던 부통령 후보 케라이 마리우르였다. 퇴임한 팔라우의 부통령 엘리아스 캄세크 친이 토리비옹과 대항했다.
토리비옹은 개표 초반에 친의 1,499표를 1,629표로 앞서나갔다. 초기의 선두는 종료까지 이어졌고 마침내 토리비옹은 선거에서 친을 패배시켰다.
토리비옹은 2009년 1월 15일에 팔라우의 대통령으로서 취임했다. 2013년 1월 17일 토리비옹은 대통령직에서 퇴임했다.

## 역대 선거 결과
| 선거명      | 직책명          | 대수 | 정당   | 1차 득표율 | 1차 득표수 | 2차 득표율 | 2차 득표수 | 결과 | 당락 |
| ----------- | --------------- | ---- | ------ | ---------- | ---------- | ---------- | ---------- | ---- | ---- |
| 1992년 선거 | 팔라우의 대통령 | 6대  | 무소속 | 37.80%     | 3,191표    | 49.30%     | 4,707표    | 2위  | 낙선 |
| 1996년 선거 | 팔라우의 대통령 | 6대  | 무소속 | 33.89%     | 3,092표    | -          | -          | 사퇴 | 사퇴 |
| 2008년 선거 | 팔라우의 대통령 | 8대  | 무소속 | 27.49%     | 2,526표    | 51.07%     | 5,040표    | 1위  |      |
| 2012년 선거 | 팔라우의 대통령 | 8대  | 무소속 | 32.95%     | 3,100표    | 41.11%     | 4,287표    | 2위  | 낙선 |

## 참고
1. ↑  Miho, David (2008년 11월 7일). “Johnson Toribiong Wins Palau Presidential Race”. 《Pacific Magazine》. 2008년 11월 7일에 확인함.[깨진 링크(과거 내용 찾기)]
2. ↑  “Alumni in the News”. 2008년 11월 7일에 확인함.
3. ↑  Miho, David (2008년 11월 7일). “Toribiong Says Palau Must End Its Dependence On U.S. Aid”. 《Pacific Magazine》. 2008년 11월 20일에 확인함.[깨진 링크(과거 내용 찾기)]
4. 1 2 3 4  Miho, David (2008년 11월 5일). “Toribiong Has The Lead In Palau Presidential Vote”. 《Pacific Magazine》. 2008년 11월 4일에 확인함.[깨진 링크(과거 내용 찾기)]
5. ↑  “Secretary Salazar Meets with Palau President Toribiong March 12, 2009”. 《United States Department of the Interior》. 2009년 3월 12일. 2009년 4월 10일에 원본 문서에서 보존된 문서. 2009년 4월 21일에 확인함.
6. ↑  태평양 팔라우도 대선 투표 시작
7. ↑  토리비옹은 1992년에 비해 부진한 성적과 토리비옹이 정부의 전폭적인 관심을 받아야 한다고 밝힌 코로르-바벨다오브 다리 붕괴에 이어 2차전에 후보직을 사퇴했다